# Spechthausen
Spechthausen ist ein Ortsteil der Stadt Eberswalde im Landkreis Barnim in Brandenburg, Deutschland. Er liegt am Zusammenfluss von Nonnenfließ und Schwärze  südwestlich des Eberswalder Stadtzentrums. Der Ort ist vollständig von Wald umgeben. Nordwestlich führt die Bahnstrecke Berlin–Szczecin vorbei, einen Bahnhof gibt es nicht, ehemals gab es eine Blockstelle. Spechthausen liegt an der Landesstraße L200 zwischen Eberswalde und Melchow. Ortsvorsteher ist Matthias Stiebe.

## Geschichte

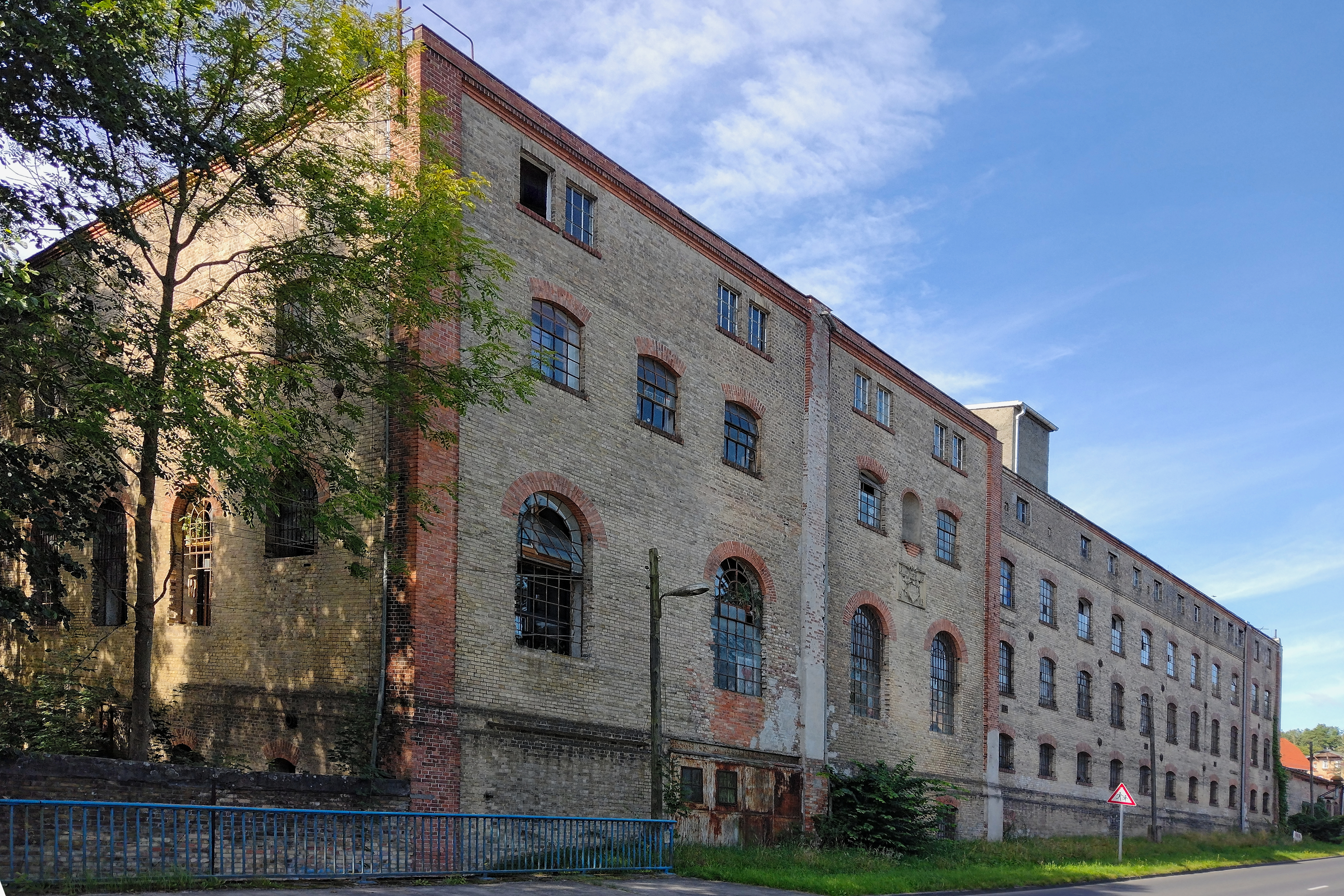
Ehemalige Papierfabrik an der Landstraße

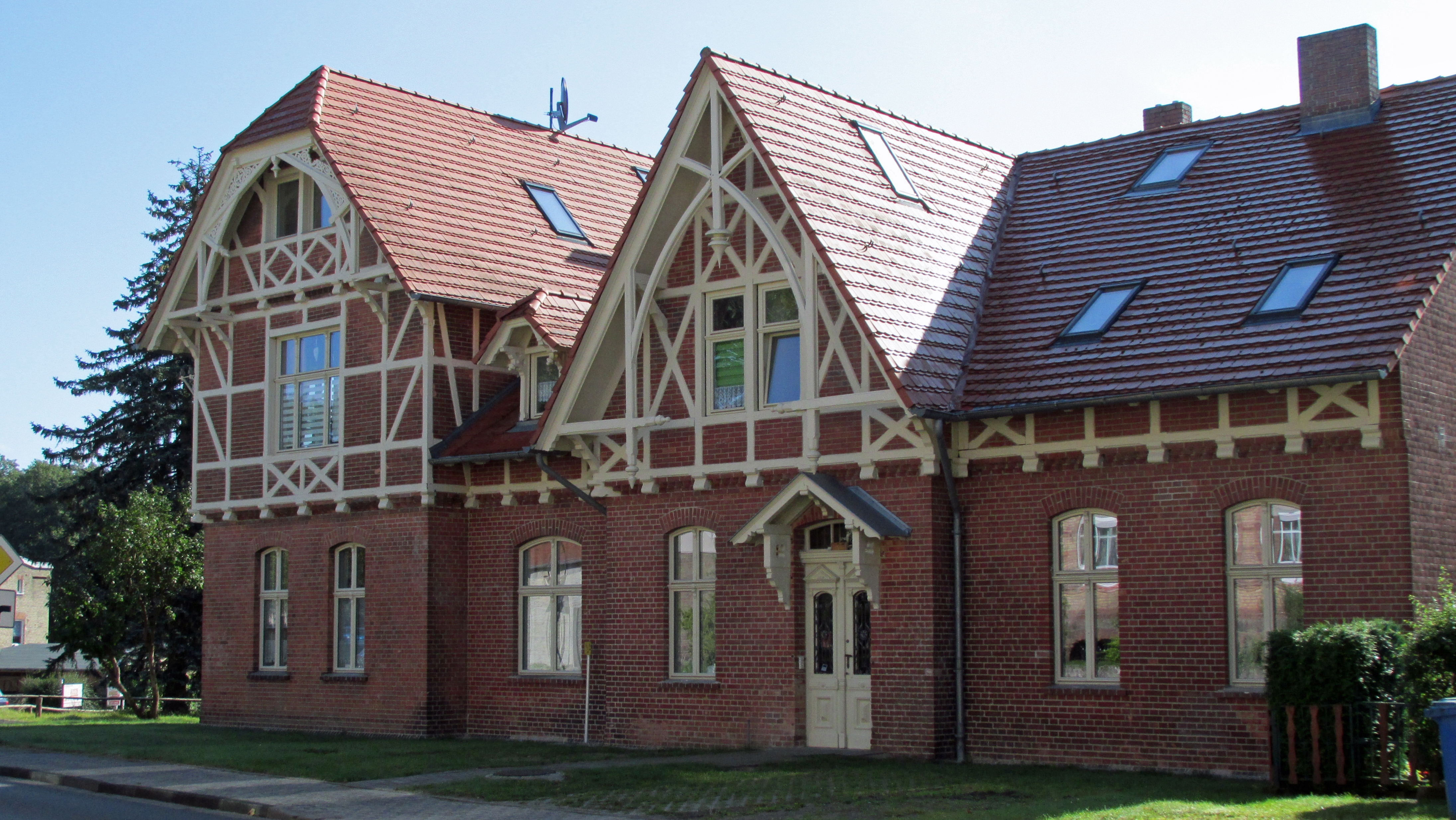
Denkmalgeschütztes Haus Nr. 43/44

Die Werksiedlung Spechthausen entstand 1708 in unmittelbarer Nähe eines künstlich angestauten Mühlteiches. Grundlage der Siedlung war ein Eisenhammer mit Schmelzofen, den der Kupferschmiedemeister Johann Georg Specht bauen ließ. Auf dessen Namen geht die Ortsbezeichnung Spechthausen zurück. Im Eberswalder Museum ist eine aufwendig gestaltete Kupferschmiedeinnungslade des märkischen Kupferschmiedegewerks aus dem Jahre 1663 ausgestellt. Diese stammt von dem aus Berlin stammenden Christoph Puchert, der als Hammermeister auf dem Spechthausener Kupferhammer arbeitete. Der Eisenhammer wurde bereits 1724 durch eine Mahl- und Schneidemühle ersetzt.
Auf Anregung Friedrichs II. erfolgte der Umbau der Spechthausener Mühle zur Papierfabrik. Die nötige Konzession des Königs erhielt Jean Dubois 1781. Zunächst wurden ab 1799 Banknoten und Wertpapiere hergestellt. Das handgeschöpfte Büttenpapier mit dem Specht im Wasserzeichen wurde bis 1956 in Spechthausen produziert.
Im Jahr 1840 gelang dem Papierfabrikanten Karl Emil Ebart (1811–1898), Sohn von Johann Wilhelm Ebart (1781–1822), in seiner Papiermühle geschmeidige leicht anzuwendende und feuersichere Steinpappe herzustellen.
Die Papierfabrik stellte von 1874 bis 1945 das Papier für die Reichskassenscheine und fast alle Banknoten sowie Wert- und Kreditbriefe, Aktien, Schecks und andere Wertpapiere für das Deutsche Reich her. Auch das Papier für die falschen Pfundnoten, die während der Aktion Bernhard im Zweiten Weltkrieg vom Sicherheitsdienst (SD) zur Destabilisierung der britischen Währung über London abgeworfen wurden, stammte aus Spechthausen. Drucktechnisch wurde dieser Staatsauftrag im KZ Sachsenhausen realisiert. Ab 1956 wurde die Produktion in Spechthausen in eine bereits bestehende Papierfabrik in Wolfswinkel, damals ein Stadtteil von Finow, verlegt. Das Spechthausener Gelände wurde Lager der NVA.
Zwischen 1931 und 1945 war Spechthausen an das Netz der Eberswalde-Finowfurter Eisenbahn (EFE) angeschlossen.
Ab dem 27. September 1998 gehörte Spechthausen zunächst zur Gemeinde Melchow und damit zum Amt Biesenthal-Barnim. Nach dreieinhalbjährigen Verhandlungen kam es am 1. Januar 2006 zur Stadt Eberswalde.

## Verkehr, Wirtschaft und Kultur
Durch den Ort führt die Landesstraße 200, die Anschluss an das Eberswalder Stadtzentrum sowie in Richtung Bernau und Berlin bietet. Die Buslinie 919 der Barnimer Busgesellschaft mbH fährt mehrmals täglich sowohl in die südlichen Nachbarorte Melchow, Biesenthal und Grüntal sowie in das Stadtzentrum und zum ÖPNV-Knotenpunkt am Eberswalder Hauptbahnhof mit direkten Anschlüssen in die Bundesländer Berlin, Brandenburg und Mecklenburg-Vorpommern sowie nach Polen.
Im Ort gibt es mehrere Gewerbebetriebe, darunter einen Bauhof, eine KfZ-Werkstatt, einen Bürosystemehandel, ein Ingenieurbüro sowie ein Restaurant. Die Wälder der Umgebung unterliegen teilweise der privaten forstwirtschaftlichen Nutzung. Zudem sind sie Teil eines geplanten regionalen Forschungsprojektes zur Wirkung des Klimawandels.
Spechthausen verfügt über eine Freiwillige Feuerwehr und den Sportverein SV Waldhof mit dem Abteilungen Fußball (Saison 2008/09 in der ersten Kreisklasse) und Volleyball (zurzeit noch im Freizeitbereich).

## Sehenswürdigkeiten
In unmittelbarer Nähe des Orts befinden sich naturnahe bzw. renaturierte Wälder. Spechthausen hat Anteil am Naturschutzgebiet Nonnenfließ-Schwärzetal sowie am Landschaftsschutzgebiet Barnimer Heide. Eingebettet ist der Ort in den Naturpark Barnim.

## Söhne und Töchter der Gemeinde
- Hermann Zahr (1895–1974), Landrat des Landkreises Tübingen 1947–1962[14]